# Grande inondation de 1862
La Grande inondation de 1862, ou Déluge de Noé (en anglais, Noachian Deluge) est la plus importante inondation répertoriée de l'histoire de l'Oregon, du Nevada et de la Californie. Elle s'est déroulée de décembre 1861 à janvier 1862 en quatre épisodes dont le plus important s'est produit du 9 au 12 janvier 1862 lors d'un épisode de configuration météorologique de type Pineapple Express.
À travers la zone affectée, tous les cours d'eau atteignirent de grandes hauteurs, submergèrent les vallées, inondèrent ou balayèrent petites villes, villages, moulins, barrages, canaux, maisons, clôtures, animaux domestiques, et ravagèrent les champs.
La sismologue Lucy Jones (en) estime au début du 21e siècle qu'environ un pour cent de la population de la Californie, soit environ 4 000 personnes, a péri mais il n'y a pas eu d'évaluations officielles.
Une première estimation des dommages matériels fut de 10 000 000 dollars. Cependant, ils furent ensuite estimés à environ un quart des biens et fond imposables réels de l'État de Californie qui furent détruits par l'inondation. Dépendant des taxes foncières, l'État de Californie, le plus gravement touché par l'inondation, fit faillite. Le gouverneur, l'assemblée législative de l'État et les employés de l'État ne furent pas payés pendant un an et demi.

## Contexte
En hiver, la configuration de la circulation atmosphérique en altitude peut être très stable entre les îles Hawaï et la côte ouest de l'Amérique du Nord. Ce type de circulation apporte de l'air tropical très humide vers la côte dans un corridor assez mince appelé rivière atmosphérique. Dans ce corridor, des dépressions météorologiques peuvent alors donner des pluies importantes à répétition, phénomène connu localement sous le nom de Pineapple Express.
Une telle situation s'est produite durant l'hiver 1861-1862. Des semaines de précipitations ininterrompues de pluies ou de neige débutèrent en Oregon en novembre 1861 et continuèrent jusqu'en janvier 1862, sur une période de 45 jours. Une quantité de pluie record est tombée du 9 au 12 janvier et contribua à une inondation s'étendant du sud du fleuve Columbia (à l'ouest de l’Oregon) jusqu'à San Diego en passant par la Californie. Ces pluies s'étendirent très loin à l'intérieur des terres, parcourant l’Idaho dans le Territoire de Washington, le Nevada et l’Utah dans le Territoire de l'Utah, et l'Arizona à l'ouest du Territoire du Nouveau-Mexique.
Elle culmina avec une tempête plus chaude, plus intense et plus pluvieuse, qui eut des conséquences plus graves à cause de la grande accumulation de neige, alors fondue par la pluie dans les parties basses des montagnes.